# Astronomia praktyczna
Astronomia praktyczna – dział astronomii, zajmujący się teorią przyrządów astronomicznych, metodami obserwacyjnymi i ich optymalizacją. Głównym celem jest opracowanie metod wyznaczania współrzędnych. Astronomia praktyczna została wyparta przez bardziej nowoczesną geodezję satelitarną.